# Leichengift
Ptomain (oder Ptomaïn; von altgriechisch πτῶμα ptṓma, deutsch ‚Getötetes, Leichnam‘, mit dem Suffix -in; Plural: Ptomaine) – Leichengift, Leichenbase, Leichenalkaloid, Kadaveralkaloid oder auch seltener Septizin (Septicin) – ist eine im deutschen Sprachraum eher altertümliche Bezeichnung unter anderem für die bei der Fäulnis von Proteinen infolge mikrobieller Zersetzung von Lysin und Ornithin durch Decarboxylierung entstehenden, relativ ungiftigen biogenen Amine Cadaverin und Putrescin, die ein Grund für den Verwesungsgeruch von Leichen sind. Lediglich das durch Dehydratation von Cholin entstehende Neurin besitzt eine gewisse akute Toxizität. Daneben spielen auch Schwefelverbindungen wie Schwefelwasserstoff eine Rolle, die zwar an sich giftig sind, aber nicht in hoher Konzentration vorliegen.

## Entstehung und Verwendung der Begriffe
Die verschiedenen Begriffe für „Leichengift“, speziell Ptomain, wurden gegen Ende des 19. Jahrhunderts, als die Ptomain-Forschung ihren Höhepunkt erreichte, im deutschen Sprachraum geprägt und der Begriff erschien mit Verzögerung in der englischen Literatur. Mit Zunahme des Wissenstandes durch die chemische und biochemische Analytik wurden ab dem ersten Drittel des 20. Jahrhunderts mehr und mehr die Fachbegriffe für die identifizierten Substanzen verwendet und die Gruppenbezeichnung „Ptomain“ (oder „Leichengift“) verschwand aus der naturwissenschaftlichen Literatur, da es so gesehen keine „Substanz namens Leichengift“ gibt.

## Ptomain-Forschung
W. Marquardt, Apotheker und Medicinal-Assessor in Stettin, isolierte 1865 das erste Ptomain aus faulenden Leichenteilen und beschrieb es als eine dem Coniin ähnliche Flüssigkeit. 1866 fanden Henry Bence Jones und August Dupré in menschlichen und tierischen Organen, Geweben und Flüssigkeiten eine alkaloidartige Substanz, die sie „animalisches Chinoidin“ (engl. animal chinoidin; frei übersetzt etwa ‚Chinin-artige Substanz in Tieren‘) nannten und 1869 isolierten Zülzer und Sonnenschein aus faulenden Flüssigkeiten (Hefe, Blut, Fleisch u. a.) das erste kristallisierbare Ptomain, das Ähnlichkeiten mit Atropin und Hyoscyamin aufwies. Die chemische Natur der Ptomaine wies der italienische Chemiker Francesco Selmi 1873 nach.
Ludwig Brieger, der viel zu Ptomainen beim Menschen und in anderen Organismen publizierte, zählte neben den oben erwähnten Substanzen auch Muskarin, C1- bis C5-Amine, Neuridin, „Tetanotoxin“ und „Tetanin“ (beide nicht näher analysiert), „Mytilotoxin“ (vermutlich eine Form von Saxitoxin), „Mydatoxin“ (aus vier Monate altem Pferdefleisch und aus menschlichen Leichenteilen), „Gadinin“ (aus gefaultem Stockfisch) und „Typhotoxin“ zu den Ptomainen.
Die Erforschung der Ptomaine war speziell für die damalige Gerichtschemie von Bedeutung, da körpereigene Alkaloide, die nach dem Tode durch biochemische Abbauprozesse – welcher Art auch immer – entstanden, ein Vorhandensein vermeintlicher Pflanzengifte vortäuschen konnten.

Atropin (Mischung aus den Isomeren (R)- und (S)-Hyoscyamin)
Cadaverin
Lysin
Chinin
Coniin
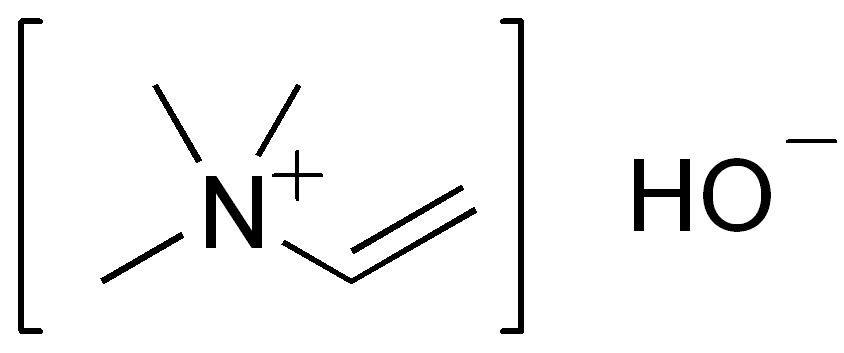
Neurin
(+)-Muscarin
Neuridin
Putrescin
Ornithin

## Bildung anderer Toxine
Bald wurde erkannt, dass weitere Substanzen durch die Einwirkung von Bakterien im Anfangsstadium der Fäulnis gebildet werden, noch ehe der typische Verwesungsgeruch darauf aufmerksam macht. Schließlich, bei weiter fortschreitender Fäulnis, wird der tote Organismus von Pilzen (früher als „saprophytische Pilze“, d. h. Fäulnispilze, bezeichnet) weiter metabolisiert (zersetzt).
In früheren Zeiten wurden in medizinischen Hörsälen (als die genauen biochemischen Zusammenhänge noch nicht bekannt waren) auf demselben Tisch sowohl Sektionen von Leichen als auch Operationen von Patienten durchgeführt, häufig zum Nachteil der Patienten, die dann jedoch an Infektionen und nicht durch „Leichengift“ verstarben (siehe Ignaz Semmelweis). Im Umgang mit Leichen, wie etwa in Bestattungsunternehmen, weiß man, dass eine schädliche Wirkung infolge Hautkontakt oder Einatmung von „Leichengift“ ausgeschlossen ist. Bei oraler Aufnahme, Injektion oder gewaltsamer Schädigung sind aber sehr wohl Erkrankungen durch Bakterientoxine (z. B. die Proteine Botulin und Tetanustoxin) oder durch mikrobielle Infektionen möglich.
Dies führte bereits früh zur biologischen Kriegsführung, bei der Leichen (Menschen- oder Tierkadaver) mit Katapulten in belagerte Städte geschleudert oder zum Vergiften von Brunnen verwendet wurden. Je nach Todesursache und Grad der Verwesung ist zumeist ein bestimmter Krankheitserreger – beispielsweise Pestbakterien, das von Vibrio cholerae produzierte Choleratoxin oder Tetanustoxin von Clostridium tetani – für die krankmachende Wirkung verantwortlich.